# Antaresia stimsoni
Antaresia stimsoni là một loài rắn trong họ Pythonidae. Loài này được Smith mô tả khoa học đầu tiên năm 1985.

## Hình ảnh

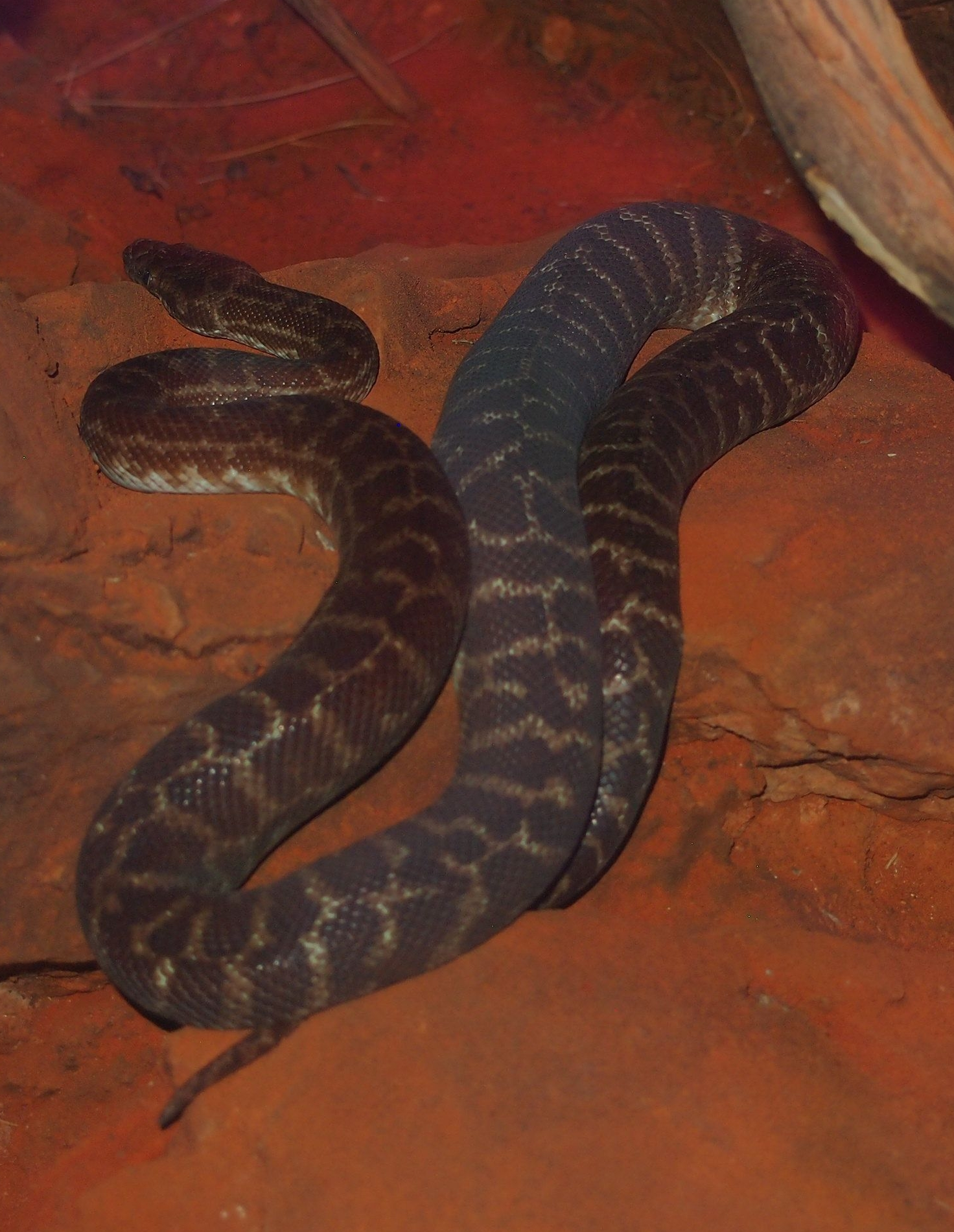
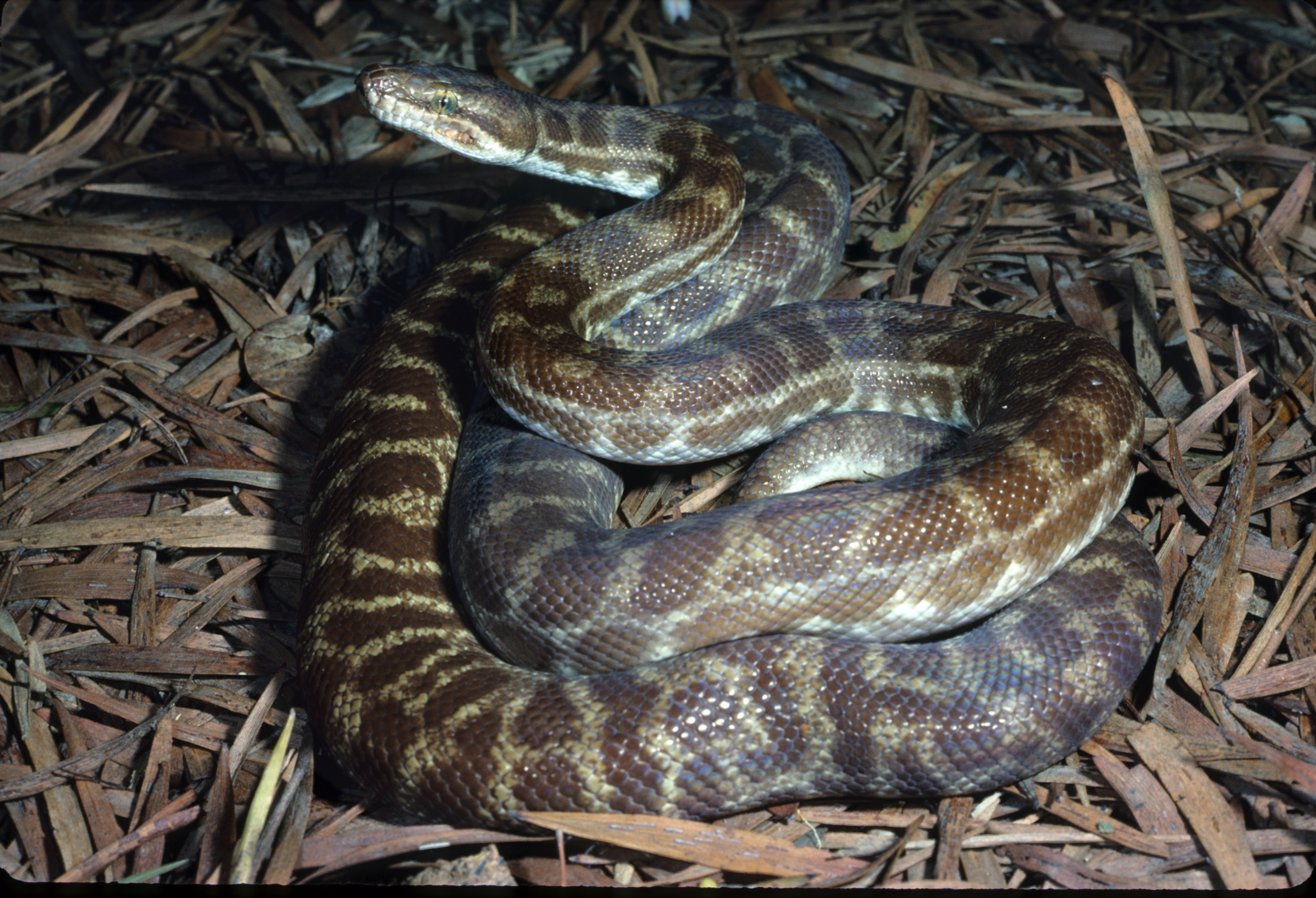